# 泉水湖
泉水湖是一个位于中国西藏自治区日土县东汝乡的湖泊，面积约为35平方千米。